# 英格蘭超級盃
英格蘭超級盃（Super Cup），加冠名贊助稱為屏幕體育超級杯（ScreenSport Super Cup）是英格蘭在1985-86年球季舉行了一次的足球錦標賽，作為希素球場慘劇（Heysel Stadium disaster）發生後英格蘭球隊被禁止參加歐洲比賽的替代比賽。
六隊原本獲得歐洲比賽參加資格：
- （甲組聯賽冠軍，歐洲盃）
- (足总杯冠軍，)
- (聯賽杯冠軍，)
- 利物浦 ()

比賽將六隊分為兩組，進行主客兩循環分組賽，每組頭兩名交叉對賽，主客兩回合淘汰制，利物浦（兩回累計3-1擊敗諾域治）及愛華頓（兩回累計3-1擊敗熱刺）晉級決賽，但兩隊同時當季足總杯的決賽對賽球隊，超級杯決賽被迫延期到翌季初的9月舉行，利物浦兩回合累計7-2，繼足總杯後再次擊敗愛華頓，奪得唯一一屆的超級杯。

## 外部連結
- ZFE網站 （页面存档备份，存于）